# Марк Порцій Катон (легат)
Марк Порцій Катон (70—42 роки до н. е., Філіппи) — військовий та політичний діяч Римської республіки, прихильник Гнея Помпея Великого.

## Життєпис
Походив з роду нобілів Порцієв Катонів. Син Марка Порція Катона Утицького та Атілії. Про молоді роки мало відомостей. У 49 році до н. е. після початку громадянської війни поміж Гаєм Юлієм Цезарем й Гнеєм Помпеєм супроводжував свого батька на о. Сицилію, потім у табір Помпея в Епірі, а згодом до в Африки. Брав участь у битві при Тапсі. Після поразки помпеянцев при Тапсе та самогубства батька Катон отримав прощення від Цезаря та дозвіл володіти батьківським майном.
У 44 році до н. е. після смерті Цезаря Марк Катон приєднався до його вбивць. У 43 році до н. е. отримав посаду легата у війську Брута та Кассія. Як посол Кассія відвідав Каппадокію, щоб отримати від її володарів допомогу. У 42 році до н. е. загинув у битві при Філіпах.